# 悔悛するマグダラのマリア (エル・グレコ、ブダペスト)
『悔悛するマグダラのマリア』(洪: Bűnbánó Magdolna、英: Penitent Magdalene) は、ギリシャ・クレタ島出身のスペインの巨匠エル・グレコがキャンバス上に油彩で制作した絵画である。画家の初期トレド時代の1576-1578年ごろに描かれ、当時の彼が受けていたティツィアーノの影響を示している。現在、ブダペスト国立西洋美術館に所蔵されている。

## 主題
「洗礼」こそ真の「悔悛」の秘蹟であるとして「悔悛」の意義を否定したプロテスタントに対して、対抗宗教改革期にカトリック側はこの「悔悛」の主題を称揚した。そして、この主題に最もふさわしい聖人として取り上げられたのが聖ペテロとマグダラのマリアである。娼婦であったマグダラのマリアは、人間の普遍的な罪を一身に担う存在と考えられた。彼女は、イエス・キリストがシモンの家に食事に招かれた際、「香油が入れてある石膏の壺を持ってきて、泣きながら、イエスのうしろでその足もとに寄り、まず涙でイエスの足をぬらし、自分の髪の毛でぬぐい、そして、その足に接吻して、香油を塗った」（「ルカによる福音書」：第7章37-38)。彼女は熱烈な愛情と不変の忠誠をキリストに捧げたのみならず、キリストの磔刑と埋葬に立ち会い、最初にキリストの復活を発見した人物でもある。マグダラのマリアのアトリビュートは「香油の壺」であるが、そのほかにもロザリオ、髑髏、聖典が彼女を特定するのに用いられることがある。

## 歴史的背景
マグダラのマリアは中世以降、無数の美術作品の主題に採用されてきた。中世後期においては、もっぱら「キリストの磔刑」図でキリストの足元に悲嘆する姿で描かれたが、中世末からルネサンスにいたって主題のレパートリーも増え、「十字架降下」、「キリストの埋葬」、「キリストの復活」、「ノリ・メ・タンゲレ」などにも登場するようになった。「悔悛する」図像で、マグダラのマリアが頻繁に描かれるようになったのはトリエント公会議以降のことである。カトリックのローマ教会の政策は、若くて魅力のあるマグダラのマリアの肉体を信仰への情熱に結び付けることであったため、17世紀半ばにいたると、この主題に名を借りたエロティックな作品が多数生み出されることになった。そして、このマグダラのマリア像の原型を作ったのは16世紀ヴェネツィア派の巨匠ティツィアーノである。
現在、エル・グレコ作と考えられる『悔悛するマグダラのマリア』は5点存在する。ティツィアーノは1530年ごろから1570年ごろにかけて、ほとんど同じ構図で『悔悛するマグダラのマリア』を描いているが、これに工房作を加えるとその数は膨大なものとなる。エル・グレコがそれら一群の作品群を知っていたことは十分に想像される。また、エル・グレコが移り住んだスペインにも、当時少なくとも2点の作例 (現在では失われている) があった。

## 作品

ティツィアーノ『悔悛するマグダラのマリア』(1565年)、エルミタージュ美術館 (サンクトペテルブルク)

本作にはティツィアーノの同主題作の強い影響が見られ、画家のトレド移住後の初期に描かれたことは間違いない。ティツィアーノに倣い、エル・グレコはマグダラのマリアが荒野で死と永遠性について瞑想するうちに悔悛する場面を描いている。しかし、ティツィアーノが彼女の情熱に官能性を加味しているのに対し、エル・グレコの本作ではまばゆい光線が彼女を浄化し、肉体的拘束から解き放って高みへと上昇させているようである。
理想美はいまだティツィアーノの女性半身像のものであるが、内面的緊張および人間と自然の関連性はマニエリスム様式の始まりを示唆する。右手の指の配置は、エル・グレコの絵画に特徴的なものとなっている。なお、本作のモデルは、画家の愛人ヘロニマ・デ・クエバス (Jerónima de las Cuevas) であると推測する研究者もいる。
地上世界の儚さを示す髑髏は、マグダラのマリアの手から転げ落ちている。彼女の背後にある永遠性の象徴であるツタは、天に向かって伸びている。冷たい月の光に照らされた寒色の暁の風景は、マグダラのマリアの精神的カタルシスの経験を繊細に反映したものである。

## ギャラリー
ウースター (マサチューセッツ州) にあるウースター美術館には1577年ごろ制作の『悔悛するマグダラのマリア』が、カンザスシティ (ミズーリ州) のネルソン・アトキンス美術館には1580-1585年ごろ制作の『悔悛するマグダラのマリア』が所蔵されている。また、シッチェスのカウ・フェラー美術館には、1585-1590年に描かれた異なる構図の同主題作が所蔵されている。

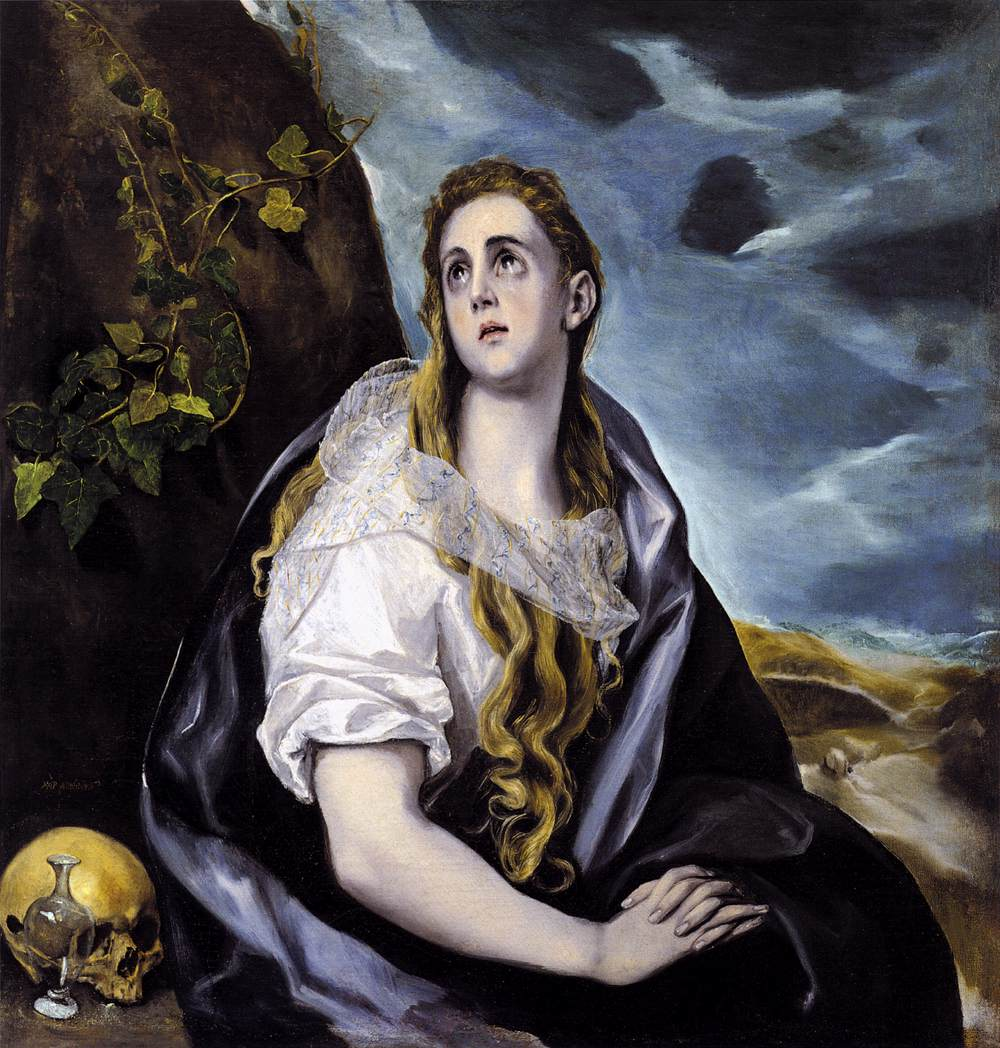
『悔悛するマグダラのマリア』（1576-1578年ごろ）ウースター美術館（英語版）、ウースター (マサチューセッツ州)
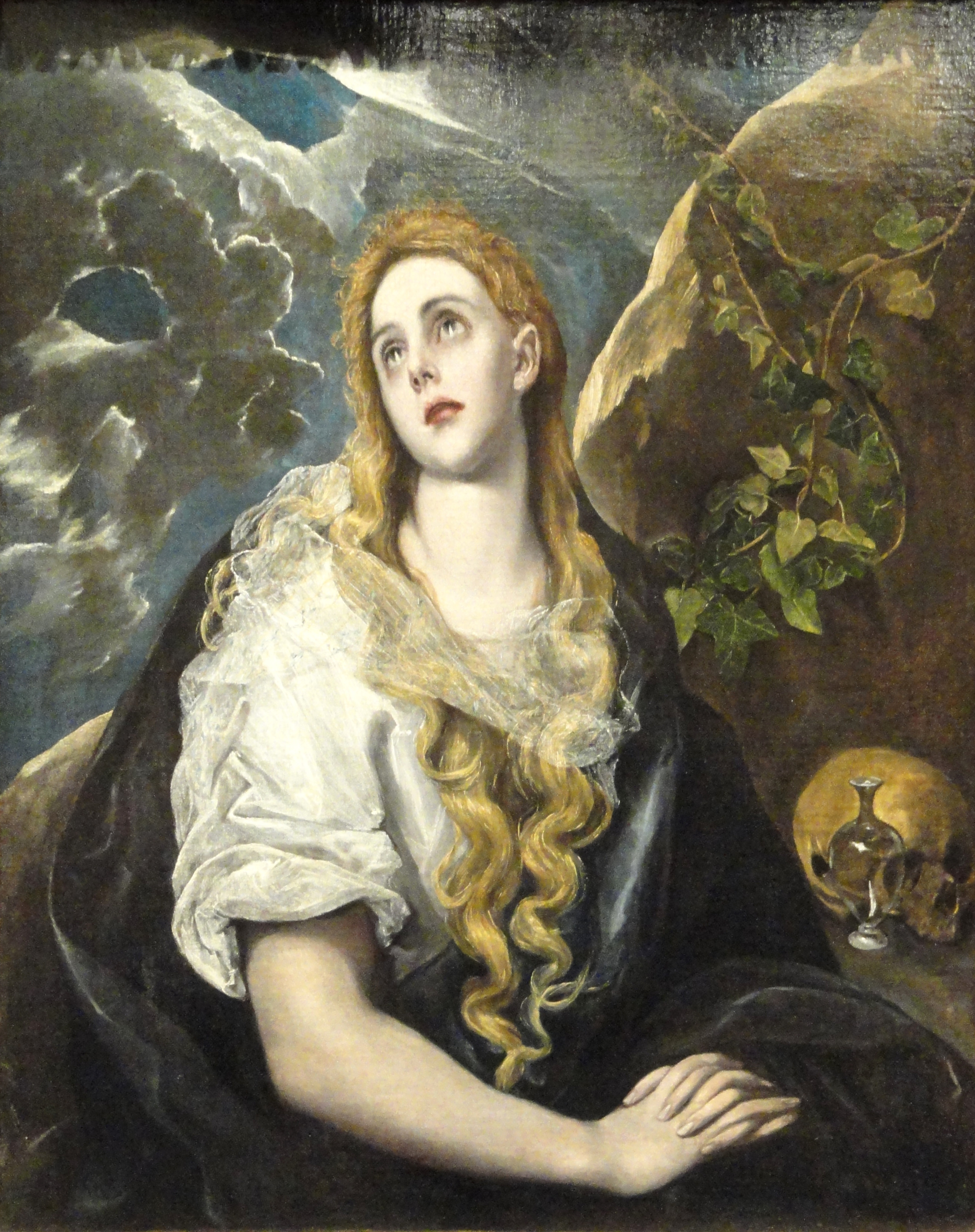
『悔悛するマグダラのマリア』（1580-1585年ごろ）ネルソン・アトキンス美術館、カンザスシティ (ミズーリ州)
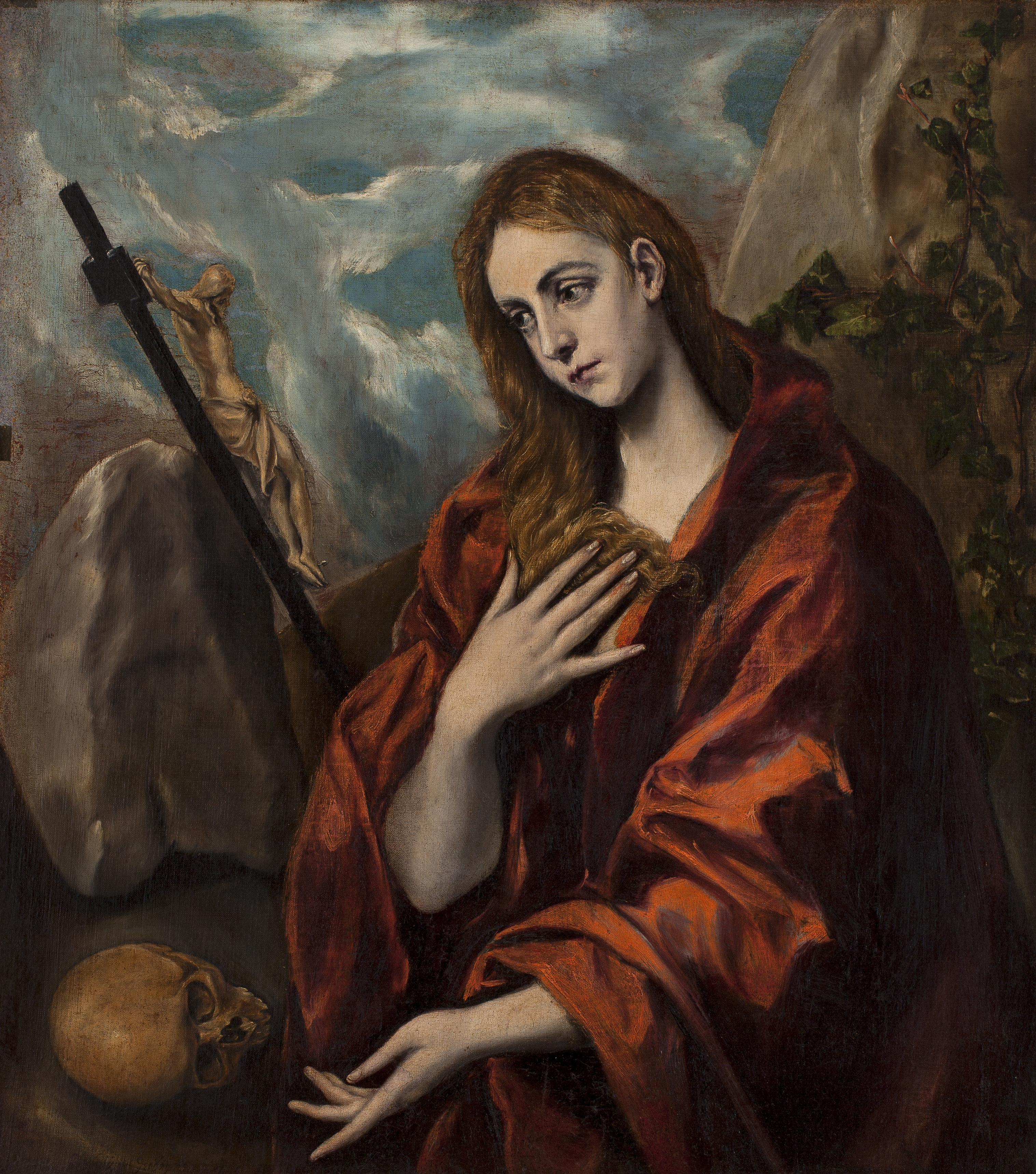
『悔悛するマグダラのマリア』（1585年ごろ）カウ・フェラー美術館（英語版）、シッチェス
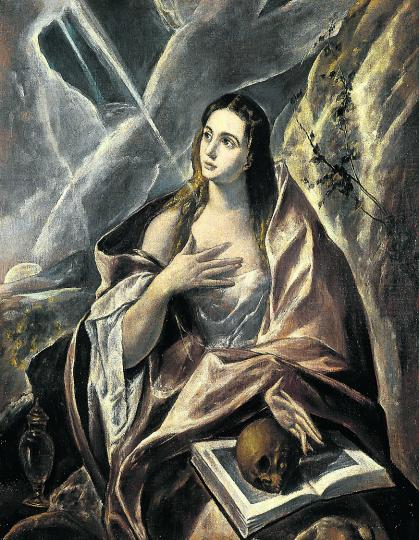
『悔悛するマグダラのマリア』（1590年ごろ）モンセラート修道院、モンセラート